# Skeletor
Skeletor es un personaje ficticio y el principal antagonista de Masters of the Universe, la franquicia creada por Mattel. Es el archienemigo de He-Man. Se le muestra como un humanoide azul musculoso con una capa morada sobre su amarillo cráneo descarnado. Skeletor busca tomar el Castillo Grayskull para obtener sus antiguos secretos, los cuales le harían imparable y capaz de conquistar y dominar el mundo ficticio de Eternia. Sin embargo, la incompetencia de sus secuaces resulta siempre en un impedimento para alcanzar sus ambiciones.
En la serie de 2002, Skeletor había sido un  hechicero llamado Keldor cuya cara fue accidentalmente rociada con un líquido corrosivo, por lo que perdió su rostro.

## Apariciones

### Mineternia: Los minicómics previos a Filmation
El primer minicómic que acompañó a los juguetes de los Amos del Universo en la línea 1981-1983 presentan la versión más temprana de continuidad de la historia y muestran varias diferencias respecto de la más conocida serie de animación realizada por Filmation, así como de otros minicómics que la complementaron. A He-Man se le representaba apenas como un superhumano que acaudillaba a una tribu de habitantes salvajes de la Edad de Piedra. No existían entonces la corte real de Eternia, el rey Randor, la reina Marlena o el príncipe Adam.
Estos primeros minicómics (que de hecho eran más como libros de cuentos, con una sola imagen por página con la prosa al pie) establecía originalmente que Skeletor era un ser de otra dimensión, habitada por otros “de su tipo”. Durante “las Grandes Guerras”, —un concepto ambiguo que no se toma en cuenta posteriormente en la línea de continuidad—un agujero se abre en la pared dimensional y Skeletor pasa a través de éste hacia Eternia. A diferencia de las representaciones subsecuentes de Skeletor, la principal motivación de este villano era reabrir la grieta entre su mundo y Eternia para permitir a su raza invadir y conquistar Eternia junto a él. Esta era la razón inicial que se estableció detrás del deseo de Skeletor para obtener los poderes de castillo Grayskull, no solamente por la búsqueda de poder para su propio beneficio, tal como es el caso de las ulteriores representaciones del personaje. No obstante, debido a que estas primeras encarnaciones de la franquicia duraron muy poco tiempo, la mayoría de las preguntas acerca de esta versión de los orígenes de Skeletor permanecen sin respuesta.

### He-Man y los Amos del UniversoFilmation (1983)
En la serie animada de la década de 1980, Skeletor es un antiguo aprendiz de Hordak, el líder de la Horda del Terror. Cuando Hordak y su Horda invaden Eternia y asedian el palacio real, éste entra en el palacio y secuestra a uno de los hijos gemelos de los reyes, aún bebés.
Duncan y la guardia real capturan al aprendiz de Hordak, Skeletor, y lo obligan a indicarles el paradero de su maestro, quien se ha marchado a su base de operaciones en la Montaña Serpiente. Cuando Hordak es arrinconado abre un portal dimensional aleatorio (posteriormente se revela que fue el que lo había traído a Eternia) y escapa con la princesa Adora. Skeletor permaneció en Eternia, levantó por sí mismo a un ejército de poderosos secuaces y asumió como el gobernante de la Montaña Serpiente. El principal objetivo de Skeletor es conquistar el misterioso castillo Grayskull, de dónde He-Man obtiene sus poderes. De tener éxito, Skeletor podría conquistar, no sólo Eternia, sino todo el universo. Al mismo tiempo, el otro objetivo de este villano es vengarse de Hordak y derrocar a la Horda del Terror en su lucha por conquistar el universo.
Skeletor apareció en 71 de los 130 episodios de la animación de He-Man de la década de 1980 (33 episodios en la primera temporada y 38 en la segunda). Mientras que a veces es visto como una figura inepta cuyos planes son siempre desbaratados por He-Man y sus amigos, sus intenciones de conquistar Eternia son tomadas seriamente por He-Man. Skeletor es el archienemigo de He-Man y sus planes generalmente son arruinados por las fallas de sus secuaces más que por su propia incompetencia.

### She-Ra, la princesa del poderFilmation (1985)
También Skeletor apareció en algunos episodios de la serie animada de She-Ra, la hermana gemela de He-Man, en las dos temporadas. Cada vez que visita Etheria, su objetivo principal es vengarse de su antiguo maestro Hordak, a quien lo considera también su archienemigo. Su venganza, ha contado algunas veces con la ayuda de varios integrantes que conforman el ejército de la Horda, quienes tienen dispuestos por traicionar a su amo, líder y dictador de los hordianos, con la excepción de su mascota Imp. Cuando Skeletor se enfrenta contra Hordak, She-Ra con sus amigos, los valientes rebeldes y algunas veces con la colaboración de su hermano He-Man, logran detener la pelea de ambos y de expulsar a Skeltor de Etheria.

### Minicómics posteriores a la serie de Filmation
Una serie de minicómics siguió a la cancelación de la serie animada de Filmation, la cual puede ser vista como una continuación del universo de la serie. No obstante, existen aún varias contradicciones; aquí se da a entender que Skeletor es de hecho Keldor, el hermano perdido del rey Randor.
Esta implicación ocurre específicamente en el minicomic de 1986 con el título "La búsqueda de Keldor", una historia que involucra al príncipe Adam y a Randor mientras buscan al hermano perdido de éste. Cuando Skeletor se entera de su misión, considera que “ellos no deben descubrir nunca el secreto de Keldor”, suponiendo que la revelación de la verdad producirá su destrucción.
En esta historia el rey Randor anuncia que Keldor desapareció hace ya muchos años, "él pensaba en dominar la magia cuando sus experimentos salieron mal y quedó atrapado en una dimensión más allá del tiempo”. Uno de los pocos elementos de la historia previa de Skeletor que permanece consistente a lo largo de varias continuidades es el hecho de que él llegó a Eternia desde otra dimensión.
Es probable que la declaración de Randor acerca de la desaparición de Keldor en otra dimensión es un intento de reconciliar a Skeletor como tío de He-Man con sus orígenes fuera de Eternia. Para descubrir qué sucedió con Keldor, Randor y los hechiceros intentan mirar a través de un vórtice espacio-tiempo que se abre una vez al año.
Entonces Randor señala que “Creo ver a Keldor...o es eso…” antes de que el pueda ver nada más, Skeletor aparece, con toda la intención de detener cualquier otro hallazgo. Aunque Skeletor es derrotado, éste logra prevenir que Randor descubra la suerte que ha corrido Keldor ya que el vórtice se cierra de nuevo hasta el próximo año.
El frenético esfuerzo de Skeletor para ocultar lo que pasó con Keldor aunado al hecho de que Keldor se desvaneció hacia otra dimensión cuando intentaba convertirse en un maestro hechicero, es tomado como un fuerte indicio de que ambos personajes son, de hecho, el mismo. Desafortunadamente, debido a que la serie original de juguetes de los Amos del Universo dejó de producirse antes de que la historia pudiera concluirse, nunca se reveló si esto estaba previsto oficialmente.
Steven Grant, el escritor a sueldo del minicómic en cuestión, declaró en una entrevista publicada en el sito he-man.org que “Hasta donde recuerdo, Keldor era Skeletor...pero no pienso que alguna vez se revelara...Me parece recordar que eso era una de las cosas que Mattel incluyó inesperadamente...de Slur Keldor terminas con Skeletor...su historia previa no fue realmente resuelta. Algún tipo de energía cósmica maligna lo afectó. Creo que iban por una especie de Darth Vader, pero fue una táctica...La idea principal era que si descubrían que Skeletor era Keltor, podrían encontrar qué lo había transformado y la forma de revertirlo”.
En la nueva continuidad de la serie animada de 2002, sin lugar a dudas Skeletor es originalmente Keldor. Sin embargo, parecía poco probable que estuviera relacionado con Randor en esta continuidad, dado que tiene la piel azul de Skeletor y otras pequeñas características no humanas mientras todavía era Keldor. En una entrevista para el  sito he-man.org a uno de los productores de la serie, se revela que Keldor es el medio hermano de Randor pues tienen madres diferentes.
En la línea de juguetes “Master of the Universe Classics” se introduce un desarrollo adicional del personaje. Esta línea ha ofrecido una mayor profundidad en los orígenes de los personajes de los Amos del Universo y la concurrencia de todos los orígenes en un intento por crear una nueva continuidad coherente. De acuerdo con esta historia previa, Keldor es el medio hermano de Randor. la madre de Keldor fue miembro de la raza Gar y fue expulsado del castillo debido a su herencia Gar. Entonces Keldor vagó por Eternia en busca de conocimiento y, eventualmente aprendió de Hordak las artes oscuras. Después de esto, busca unir Eternia bajo su mando y pelea con su propio medio hermano con su ejército de desposeídos. Tras perder la batalla y, en un intento desesperado por sobrevivir, regresa con Hordak, su mentor, quien lo fusiona con una entidad conocida como Demo-man. Keldo y esta entidad juntos forman a Skeletor.

### Masters of the Universe(película de 1987)
Skeletor fue el villano principal en la película de acción en vivo Masters of the Universe de 1987, el que fue interpretado por Frank Langella. Dado que se trataba de una película de imagen real, Skeletor pudo ser un personaje más amenazante y menos cómico. Con el fin de prepararse para su papel, Langella había realizado preguntas a sus hijos sobre el personaje y mirado la serie.
En el transcurso de la película, Skeletor captura el castillo Grayskull y  toma como prisionera a Sorceress. Después, absorbe el poder del Gran ojo y se transforma en un dios guerrero con armadura de oro, pero finalmente es derrotado por He-Man. La versión de Langella lleva un atuendo más de la realeza, en vez de utilizar el color morado, va vestido completamente de negro y su traje es menos escaso pues lo cubre completamente con una túnica y una capa. El desempeño de Langella es bien reconocido por los críticos y admiradores como un punto álgido de la película. El propio Langella ha mencionado varias veces que Skeletor ha sido uno de sus papeles favoritos en toda su carrera.

### Las nuevas aventuras de He-Man(1990)
En la serie de Las nuevas aventuras de He-Man Skeletor aparece con un nuevo equipamiento, armadura en el pecho, implantes cibernéticos y una capa de color malva.Skeletor engaña a Hydron y  Flipshot, guardianes galácticos, al hacerlos pensar que él es la fuerza del bien que necesitan para salvar a Primus, su planeta natal, cuando en realidad ellos estaban buscando a He-Man. Incapaces de decidir quién es bueno y quién es malo, tanto Skeletor como He-Man son enviados al planeta futurista de Primus, en donde Skeletor muestra su verdadera naturaleza malvada a los habitantes del planeta cuando reciben el ataque de los mutantes. Skeletor y el líder mutante, Flogg, llegan a un acuerdo: Skeletor ayudará a Flogg a conquistar Primus a cambio de que éste le ayude a destruir a He-Man. Una de las condiciones de Flogg es que él seguirá al mando de los mutantes. Skeletor acepta la condición y es capaz de manipular y controlar a Flogg tras bastidores, mientras por sí mismo se fortalece con el fin de ser reconocido tanto por los mutantes como por los habitantes del planeta.
En el episodio  "Espada y báculo", Skeletor encuentra un poderoso cristal en la luna Nordor y absorbe su poder, lo que lo vuelve más poderoso y malvado que nunca , así también, cambia su apariencia drásticamente; una cara amarilla con ojos rojos, una armadura y casco nuevos los cuales están basados en el juguete "Skeletor discos de la muerte". A lo largo de la serie Skeletor elabora varias estrategias para destruir a He-Man y conquistar Primus.
No obstante la serie de Las nuevas aventuras sigue la continuidad de la de Filmation, aquí Skeletor es un personaje un tanto diferente. Tiene un sentido del humor sarcástico y a menudo ríe y hace bromas; toma sus propios fallos con un mejor humor que en las series previas. Mantiene, además, una relación genuina con Crita, una mutante de piel morada, e incluso baila con ella en un episodio. También trabaja amenamente con Flogg, Slush Head y los otros mutantes, como parte de su equipo y así también tiene una mascota llamada Gur. Aunque a menudo muestra una actitud más relajada, cuando se enfurece se convierte en un maniático y arremete contra los que lo rodean con furia. En general, en esta serie Skeletor es representado como un personaje mucho más competente y amenazador, a pesar de sus líneas cómicas habituales.
La primera línea de juguetes de "Las Nuevas Aventuras", la cual fue comercializada simplemente como "He-Man", dio una explicación diferente de cómo He-Man y Skeletor terminaron en el futuro por medio de un minicómic empacado junto a varias figuras, así también ,de hecho, proveyó una razón para los aditamentos cibernéticos que Skeletor empleaba en los nuevos primeros episodios de televisión de "Las Nuevas Aventuras”. En este minicómic, Skeletor también descubrió que He-Man y el príncipe Adam eran la misma persona, sólo para que Adam se convirtiera en He-Man de forma permanente. La salida de energía producida por este cambio definitivo de príncipe a guerrero fue parcialmente la razón para la nueva apariencia cibernética de Skeletor, cuando para este personaje se vuelve apremiante tomar medidas drásticas para dar tratamiento a las heridas sufridas que, de otro modo, hubieran sido fatales.

### He-Man y los Amos del Universo(2002)
En esta nueva versión, Skeletor había sido un guerrero llamado Keldor, quien practicaba artes oscuras. Keldor se aleccionó en los procedimientos de la magia negra al invocar a Hordak, quien estaba atrapado en Despondos, la dimensión oscura. Keldor reunió a una pequeña banda de guerreros para atacar el Palacio de la Sabiduría. El asalto fue resistido por el capitán Randor y sus oficiales; Keldor peleó con Randor cuerpo a cuerpo, blandiendo dos espadas con asombrosa maestría, pero cuando Randor logró desarmarlo, Keldor le arrojó una botella de ácido. Randor desvió la botella con su escudo, y el ácido salpicó la cara de Keldor.
Kronis llamó a retirada, y Evil-Lyn trasladó a Keldor al santuario de Hordak, donde Keldor lo invocó con el fin de salvar su vida. Keldor estuvo dispuesto a pagar cualquier precio por su vida, entonces Hordak lo transformó, y así los tejidos dañados fueron removidos de su cráneo y le puso el apodo de Skeletor; de este modo la cabeza de Keldor quedó completamente descubierta de tejidos blandos, lo que solamente dejó un cráneo flotante. Cuando Keldor vio su nueva apariencia, comenzó a reír de forma maniática; el incidente quizá había acabado con la cordura que Keldor todavía tenía. Aparentemente Hordak puede hablar telepáticamente con Skeletor desde Despondos, lo que provoca en Skeletor un gran sufrimiento.
Atrapado en el Hemisferio Oscuro por la Muralla Mística, Skeletor diseñó una máquina que pudo derribarla, pero requirió del Cristal Corodite como fuente de energía. Cuando He-man logra rescatar el cristal, Skeletor destruyó la muralla mística y regresó amenazante a Eternia.
A diferencia de sus apariciones previas, Skeletor no está interesado en el castillo Grayskull de forma inmediata, sino hasta que un monstruo pez gigante engulle los restos del Cristal Corodite - haciéndolo hambriento de poder-es que se dirige al Grayskull. Los guerreros de Eternia, dirigidos por Man-At-Arms y He-Man, detienen al monstruo, llevando a Skeletor a cuestionarse qué era aquello por lo que valía morir que estaba dentro de un montón de piedras. Al mismo tiempo, los Guerreros Heroicos se encuentran preparados y dispuestos a permitir la caída de Grayskull, y lo hubieran hecho de no ser por las insistencias de Man-At-Arms quien había sido engullido por el monstruo. Skeleton ataca directamente el castillo junto a su consejo del mal: él mismo, el Conde Marzo, Evilseed, los tres gigantes malvados y Webstor. Cuando el rey Hiss y el hombre serpiente son liberados de Void, Hiss apresa a Skeletor, siendo éste devorado por una serpiente gigante, sin embargo, Skeletor logra escapar después de que los Amos del Universo derrotan a Hiss.
Skeletor destruye entonces el santuario de Hordak para prevenir que retornara, a pesar de que Skeletor le debía la vida a éste. Skeletor no quería finalizar su trato, y liberar a Hordak de Despondos, porque él deseaba Eternia para sí mismo. Al final de la segunda temporada, el rey Hiss revive a Serpos, el dios serpiente, el cual había sido transformado en la Montaña Serpiente por los antiguos; Skeletor y sus secuaces estaban dentro de la montaña en ese momento. Aunque Serpos es derrotado y vuelto a su forma de montaña. 
Si se hubiera producido una tercera temporada de la serie, se hubiera visto a Skeletor y He-Man lidiar con la invasión de la Horda y al poderoso Hordak, quien se supone sería derrotado por Skeletor. Esta temporada hubiera mostrado también a Skeletor como cómplice en el rapto de la hermana melliza de He-Man, She-Ra, y cómo él la enviaba a Hordak para que este la criara.
En la serie, Skeletor es nuevamente retratado como un bully con sus secuaces pero con mayor malicia, utilizando sus poderosas habilidades para amenazar o silenciar a sus seguidores. También los culpa constantemente por sus derrotas en manos de los Amos del Universo y ejerce una política de terror, lo que lo vuelve de alguna manera distinto en relación con el rey Hiss. Varios episodios terminan con Skeletor castigando o torturando a sus secuaces por sus fallas. También, como en versiones anteriores, se le muestra sin lealtad hacia sus seguidores, como sucede en los últimos episodios de la primera temporada donde él envía a sus propios guerreros hacia una trampa en la que son capturados únicamente con la finalidad de apaciguar a los Amos del Universo con una falsa sensación de seguridad. Él incluso va tan lejos como para reemplazarlos con su “Consejo del Mal”. A pesar de ello, se le retrata como sediento de poder e indispuesto para compartir sus botines de guerra, tal y como se demostró cuando le dice al conde Marzo que sólo le dará una recompensa si le place, cuando fue cuestionado sobre si repartiría algo del Castillo Grayskull.
Al principio de la primera temporada, Skeletor demuestra un odio profundamente arraigado hacia el rey Randor por su participación en la destrucción de su rostro y en volverlo lo que es en ese momento. Además él reconoce a Evil-Lyn por salvarle. Esto gradualmente se torna en odio contra He-Man por anteponerse constantemente en su camino. Su risa maniática pudiera indicar que haya vuelto loco por la pérdida de su rostro, algo que es mencionado en los cómics “Icons of Evil” donde Kronis, quien posteriormente se convierte en el villano Trap-Jaw, menciona que Skeletor ya no es más el líder que una vez conoció. Finalmente, a pesar de su malevolencia, Skeletor ha sido conocido por humillarse cuando su vida está en riesgo, esto es comúnmente un intento de obtener ventaja antes de traicionar a su “salvador”, lo cual es visto en algunas ocasiones cuando engaña a He-Man para que baje la guardia antes de atacarlo y escapar.
Como en el caso de todos los personajes de la serie de Young Productions, la apariencia de Skeletor se basa en la línea de juguetes de Four Horsemen Studios para la cual la caricatura fue el medio de promoción. Skeletor es el personaje que quizá recibió el mayor y más extenso rediseño de su versión original. Sin embargo, cuando su nuevo diseño fue traducido a la forma animada, los artistas de MYP le dieron una capa voluminosa, algo que ni el nuevo juguete ni la encarnación original del personaje nunca tuvieron. Esta capa aparece adornada en situaciones en las que Skeletor elige emplear poderosos encantos mágicos. Comúnmente se le ve sin capa en la serie de 2002 cuando descansa o en situaciones de combate no está utilizando de forma intensiva la magia. Posteriormente, cuando una figura exclusiva de Keldor fue elaborada usando el cuerpo ya utilizado de Skeletor, una capa removible fue incluida. La figura venía con tres cabezas intercambiables incluyendo la propia de Keldor, la del rostro quemado por el ácido y la final de Skeletor, esta figura también fue configurada con una capa más fiel a como se mostraba en la serie.
Una nota adicional es que sus ojos brillan en rojo cuando Skeletor se enoja o despliega sus poderes mágicos. Cuando Hiss iba a convertirlo en piedra señaló que sus ojos estaban cerrados pero Evil-Lyn indicó que no tenía ojos.

### He-Man y los Amos del UniversoDC Comics (2012)
En los cómics publicados por DC Comics, Skeletor se aplica en prevenir a cualquier costo que Adam recuerde que él es He-Man. La trama del cómic parte de que Skeletor logra apoderarse del Castillo Grayskull.
Skeletor está decepcionado de que Beast Man haya fallado en descubrir quién es Adam sin sus habilidades. Sus intentos de limpiar su memoria fallaron completamente en borrar su entendimiento instintivo del combate. Skeletor le muestra clemencia a Beast Man, pero advierte que su molesto sobrino morirá si no permanece dentro de esos límites. Cuando Skeletor se dirige a sus aliados les dice que se debe evitar que Adam descubra su verdadera identidad. El primero en tomar acción es Trap Jaw y sus jinetes quienes le tienden una emboscada a Adam en el desierto.
Skeletor reflexiona sobre cómo él había trabajado arduamente en obtener la espada de He-Man, creyendo que esa era la fuente de su poder. Ahora sabe que la espada es solamente una intermediación con los poderes del Castillo Grayskull. La invitada a su banquete es la catatónica hechicera del Castillo Grayskull la cual trata de que le de los conocimientos para acceder a los poderes del Castillo. Cuando Adam y Teela están en un barco en el mar, Skeletor le envía un mensaje a He-Man para “deshacerse” del príncipe Adam.
Skeletor comienza a molestarse por el hecho de que ninguno de sus aliados ha matado a Adam. Él no puede abandonar el Castillo Grayskull para hacer el trabajo por sí mismo porque de lo contrario no podría volver a entrar. Incluso con toda la tortura que ha ejercido contra la hechicera del Castillo, Skeletor se preocupa porque ella es la clave para liberar los poderes del Castillo.
Evil-Lyn le reporta a Skeletor que Adam y Teela, quienes habían sido tomados prisioneros, han escapado. Cuando ella remarca que el ave Zoar causó que Adam cayera y encontrara medios de escape, Skeletor se da cuenta de que la hechicera del Castillo lo ha estado debilitando. Enfurecido, rompe en la celda de la prisionera y le exige conocer en qué parte de su mente se había ocultado. Ella le revela que se escondió a simple vista en un recuerdo agradable…momento que él raramente recuerda. Tomándola por el cuello, le explica que no la necesita para obtener el poder de Grayskull y la estrangula, dejando caer su cuerpo inerte al suelo.
En el Castillo de Grayskull, Skeletor ha sido informado por Beast Man que He-Man vendrá por él, ahora que ha recuperado su memoria, y quiere preparar el castillo para un asedio. Skeletor le dice a Beast Man que lo haga si quiere. Luego entabla una conversación con una cabeza que lo ha estado asesorando a lo largo de la serie, eventualmente la arroja por la ventana en un ataque de ira. Los preparativos para el ataque sobre el castillo están listos y Skeletor, Beast Man y Evil-Lyn contemplan el campo de batalla, frente al castillo y aguardan la llegada de He-Man. Skeletor remueve mágicamente la boca de Evil-Lyn cuando ella continúa hablando después de que había ordenado que se callara.
Tras la batalla, He-Man le dice a Teela que él cree que Skeletor está muerto, después se le ve llamándose a sí mismo mentiroso en voz baja. Se revela que Skeletor sobrevivió a la caída del abismo, pero su cráneo ahora está estrellado y roto, con su mandíbula inferior aparentemente ausente. Skeletor se encuentra a sí mismo con la cabeza que había arrojado, y entonces se revela que ésta era una especie de secuaz que animaba a Skeletor a no aceptar la derrota. En las viñetas finales se muestra que un enemigo desconocido desea la muerte de Skeletor, pero no está preparado aún para que suceda, el cual ha estado manipulando a Skeletor a lo largo de la saga.

## Poderes y habilidades
Skeletor es un muy poderoso hechicero con control sobre un gran rango de poderes mágicos oscuros, tales como la habilidad de teletransportar, sea a él u otros, a largas distancias, enviar órdenes telepáticas a sus secuaces, hacer crecer plantas, hipnotizar, proyectar ilusiones, reflejar magia, lanzar rayos congeladores, y abrir portales entre dimensiones. También posee un considerable conocimiento científico, y se muestra que tiene la habilidad de crear varias máquinas y dispositivos en las series animadas de Filmation y Las Nuevas Aventuras. La serie de 2002 también lo muestra como un hábil espadachín, empuñando espadas dobles y confrontando múltiples oponentes.
Skeletor está usualmente armado con un arma mágica denominada  Báculo del caos, un centro largo coronado con el cráneo de un carnero, aunque a veces se le representa con una bola de cristal. Skeletor puede descargar rayos de fuerza mística de la cabeza del báculo, o usarlo como herramienta para formas más poderosas de magia como el robo de sueños. Skeletor también ha mostrado la habilidad de descargar energía de su propio cuerpo, como se vio en la película de 1987 donde arroja rayos desde sus manos, y en la serie original en la cual proyecta energía desde sus dedos. En la serie de 2002, sus poderes innatos parecen ser más limitados. Sin embargo, sus propias habilidades en conjunto con el Báculo del caos producen un poder casi ilimitado.
En los primeros minicómics, Skeletor a veces poseía la mitad de la Espada de Poder. Con esta arma podía proyectar energías mágicas. Incluso  era capaz de tener vista remota a través de una bola de cristal. Skeletor también era retratado como un hábil espadachín. Como maestro de las artes ocultas, también posee un gran conocimiento sobre el universo.
En todas las versiones, Skeletor es extremadamente ingenioso e inteligente. También es fuerte aunque su fuerza no es equiparable a la de He-Man. Aunque tiene varias debilidades, además de la incapacidad de controlar su ira, y en ocasiones su arrogancia representa su ruina.

## Animales
A pesar de su actitud despiadada hacia sus propios seguidores u otros, Skeletor muestra cierto grado de afinidad hacia los animales. El animal de compañía más constante es Panthor.
Panthor es un felino malvado, una pantera gigante púrpura que sirve como contraparte de Gato de Batalla. Panthor es retratado como la mascota de Skeletor, tiene el derecho a su propio trono. Sin embargo, a diferencia de Gato de Batalla, el compañero de He-Man, Panthor solo aparece un puñado de episodios de la serie original. Mientras que su rol también es limitado en la serie de 2002, su papel resulta sin embargo, más importante que el que desempeñó en versiones anteriores.
En el especial de Navidad de He-Man y She-Ra, Skeletor también muestra afinidad hacia Relay, un perro parcialmente robot que es parte de las máquinas. Cuando Hordak le dispara a Relay al final del episodio, Skeletor está al principio listo para dejar a Relay detrás, en la cima de una montaña nevada, pero decide llevar a Relay con él cuando no puede soportar oírlo gimotear. Aunque Skeletor parece molestarse porque Relay le lame la cara, se niega a que Miguel o Alisha sean quienes lo lleven.
En las Nuevas Aventuras de He-Man, Skeletor se hace amigo de una pequeña criatura mutante llamada Gur. Después de intimidar a Gur hasta someterlo, lo acaricia y decide que le cae bien porque la criatura es aparentemente tan desalmada como él.

## Apariciones en medios
- Masters of the Universe: Línea de figuras de acción (1982-1987).
- He-Man and the Masters of the Universe: serie de televisión (1983-1985).
- Masters of the Universe: película de 1987.
- Las Nuevas Aventuras de He-Man: serie de televisión (1990).
- He-Man and the Masters of the Universe (2002): serie de televisión (2002-2004).
- Masters of the Universe Classics: Línea de figuras de acción (2008).
- He-Man and the Masters of the Universe (2012): Serie de cómics de DC comics.
- Masters of the Univrese: Revelation (2021): Serie de Netflix.
- Chip 'n Dale: Rescue Rangers: película de 2022.